# Amadou Soukouna
Amadou Soukouna (Fontenay-sous-Bois, 21 giugno 1992) è un calciatore francese, attaccante del Cape Town City.

## Carriera
Ha giocato 5 partite in Ligue 1 con il Tolosa, segnando un gol nella partita contro il Digione del 23 maggio 2012 decisivo per ottenere il pareggio per 1-1.